# Прилукская Слобода (Минский район)

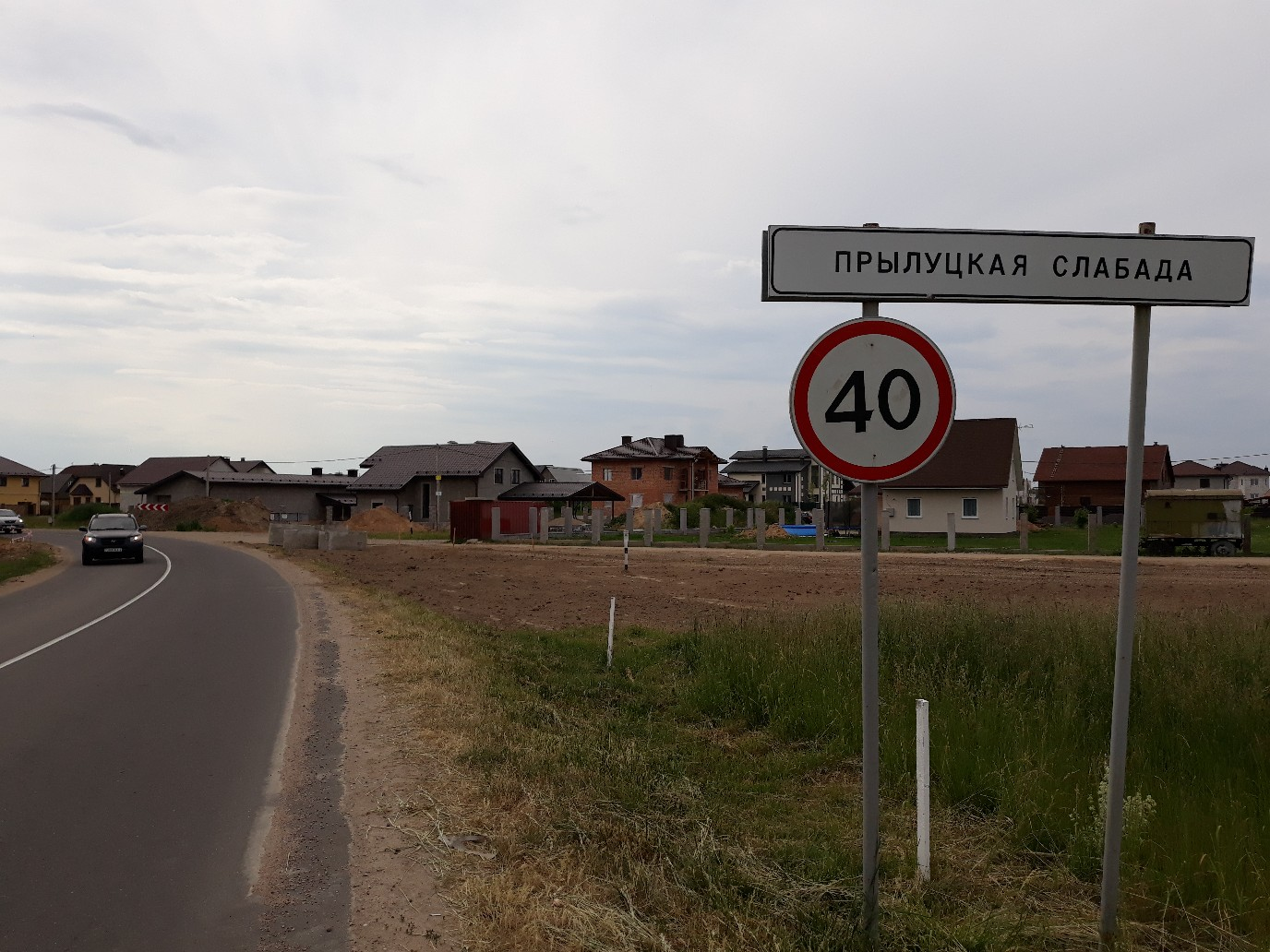

Прилукская Слобода (бел. Прылу́цкая Слабада́) — деревня в Минском районе Минской области Республики Беларусь. В составе Щомыслицкого сельсовета.

## География
Расположена на автомобильной дороге Н9057. Рядом железнодорожная станция Помыслище.
Ближайшие населённые пункты Щомыслица, Прилуки, Скориничи, пос. Скориничи, Копиевичи.

### Гидрография
Расположены водоёмы.

## Население

### Численность
- 2009 год — 177 человек

### Динамика
- 1999 год — 121 человек (перепись населения)
- 2009 год — 177 человек (перепись населения)

## Улицы
- Блакитная
- Есенина
- Дружная
- Летняя
- Линейная
- Майская
- Малинина
- Павлова
- Светская
- Слободская
- Цветочная и др.